# Simson S51-serie
De Simson S51 was een bromfiets van het Oost-Duitse merk Simson.

## Voorgeschiedenis
Simson was halverwege de 19e eeuw opgericht als staalfabriek, maar had in het eerste deel van de 20e eeuw wapens, fietsen, automobielen, motorfietsen en kinderwagens geproduceerd. Na de Tweede Wereldoorlog kwam het in de Sovjet-bezettingszone in Duitsland te liggen. Na de oprichting van de Duitse Democratische Republiek was het een Volkseigener Betrieb geworden en richtte het zich naar de Oost-Duitse Planeconomie. Omdat er in de DDR grote behoefte was aan betaalbare transportmiddelen was men al in 1955 begonnen met de productie van de SR1 bromfietsen. In 1964 volgde de "Vogelserie", een serie bromfietsen die allemaal vogelnamen hadden. Halverwege de jaren zeventig waren deze modellen dermate ouderwets geworden dat ze - met name in het Westen - niet meer te verkopen waren. Toen werden ze vervangen door een nieuw, vlotter model, de S50.

## S51-serie
De S51 loste in 1980 de S50 af. Het belangrijkste verschil was de nieuwe M541 motor, die nu weliswaar vier versnellingen had gekregen, maar de voetschakeling was vervangen door handschakeling. Alle accessoires van de voorganger S50 waren ook voor de S51 leverbaar en zelfs uitwisselbaar. De eigenaar van een S50 kon eventueel zijn eigen S51 maken door de motor te vervangen. Uiterlijk was er nauwelijks verschil tussen beide modellen en de nieuwe motoren pasten zelfs in een "Schwalbe" en zijn opvolger, de SR50 scooter. Van de S51 verschenen liefst negen versies, verdeeld in de vier series S51N, S51B, S51E en S51C. Van de hele S51 serie werden uiteindelijk ruim een miljoen exemplaren verkocht. Na de Duitse hereniging werd het model in heel Duitsland geliefd, omdat door het Eenwordingsverdrag in het Westen in de rijbewijsklasse "M" viel, ondanks de topsnelheid van 60 km per uur. Deze rijbewijsklasse was eigenlijk voor een maximumsnelheid van 45 km per uur bestemd.
- Zoals zijn voorganger was de S51N ("Normal") uitvoering verstoken van alle luxe, zoals knipperlichten, er waren zelfs geen contactslot en accu aan boord. Daarom werd de claxon van stroom voorzien door vier batterijen. De achtervering werd via frictiedempers gedempt. De "N" werd vrijwel uitsluitend in de kleur blauw geleverd. In 1988 werd de productie beëindigd.
- De "B" van de S51B stond voor "Blinker" (richtingaanwijzers), maar in de volksmond werd ook wel de term "Besser" (beter) gebruikt. Deze bromfiets had hydraulische schokdempers, een contactslot, een accu en er waren drie versies van:
- De S51B-3 met drie versnellingen, een 25 W koplamp en ontsteking met contactpuntjes. Dit model bleef tot in 1988 in productie.
- De S51B1-4 was identiek, maar had vier versnellingen. In 1989, toen de drieversnellingsversie uit productie was, kreeg dit model een nieuwe naam: S51/1B.
- De S51B2-4 ten slotte had vier versnellingen, een 35W koplamp en elektronische ontsteking. Bovendien had hij twee achteruitkijkspiegels, een grotere snelheidsmeter, harmonicarubbers ("gaiters)" op de voorvork en een controlelampje voor de richtingaanwijzers. Na het verdwijnen van de "N" kreeg ook dit model een nieuwe typenaam: S51B2-4/1. Die naam droeg het slechts één jaar, want in 1989 verdween het van de markt.

De S51E verscheen in 1982 en was een Enduromotor. Deze term werd toen echter nog niet gebruikt voor echte wedstrijdmotoren. De S51E volgde de lijnen van een Enduro en zou tegenwoordig waarschijnlijk "Allroad" genoemd worden. Daarom had dit model een omhooggebogen uitlaat en (vanwege die uitlaat) een ander zijdeksel aan de rechterkant, een hoog stuur, de grotere snelheidsmeter, kortere spatborden, verstelbare achtervering, stalen velgen, een verhoogd zadel, een andere bagagedrager en een aangepast rempedaal. De banden hadden terreinprofiel en er waren harmonicarubbers over de voorvork geschoven. Het achterlicht was groter en de achterste richtingaanwijzers werden hoger geplaatst. Tussen het balhoofd en de voetsteunen liep een extra verstevigingsbuis voor het frame. Alle "E" modellen kregen vier versnellingen en elektronische ontsteking. Er waren drie versies:
- De S51E uit 1982 was het basismodel, dat alleen in zilverkleur leverbaar was. Vanaf 1989 kreeg het de nieuwe naam S51/1E1, maar in dat jaar werd de productie ook gestopt.
- De S51E/2 verscheen in 1987 en had het grote, hoge voorspatbord dat bij een "Enduro" hoorde. Er werd een zijstandaard gemonteerd en de claxon kreeg een plaats naast de koplamp. De E/2 werd ook met één achteruitkijkspiegel geleverd. In 1989 verdween het van de markt, maar in dat jaar werd de naam veranderd in S51/1E.
- De S51E/4 werd in 1984 als "spaarmodel" toegevoegd. Dit model had de eenvoudige elektrische installatie van de S51N en was verstoken van de instelbare achtervering.
- De "C" van de ‘’’S51C’’’ stond voor "Comfort". Voor DDR-begrippen was de machine wel erg luxe maar ook duur uitgevoerd en was in grote lijnen gelijk aan de S51B2-4. De machine kwam in 1983 op de markt. Hij had een toerenteller, zijstandaard, gaiters op de voorvork, een dikker zadel, instelbare achtervering, inklapbare kickstarter, een tweede achteruitkijkspiegel en een zwart gespoten motorblokje. In 1989 werd de boordspanning op 12 volt gebracht en veranderde de naam in S51C/1. In sommige gevallen werden halogeenlampen toegepast.

| Simson               | S51N                 | S51B1-3              | S51B1-4              | S51B2-4              | S51E                 | S51E4                | S51C                 | S51E2                | S51/1B               | S51/1E               | S51/1E1              | S51B2-4/1            | S51/1C1              |
| -------------------- | -------------------- | -------------------- | -------------------- | -------------------- | -------------------- | -------------------- | -------------------- | -------------------- | -------------------- | -------------------- | -------------------- | -------------------- | -------------------- |
| Periode              | 1980-1987            | 1980-1988            | 1980-1988            | 1980-1988            | 1982-1988            | 1982-1988            | 1983-1989            | 1987-1988            | 1989-1990            | 1989-1990            | 1989-1990            | 1989-1990            | 1989-1990            |
| Productieaantal      | 103.000              | 242.300              | 360.600              | 305.100              | 160.000              | onbekend             | 31.000               | onbekend             | 91.000               | 53.000               | onbekend             | bij S51B2-4          | onbekend             |
| Motor                | M531/2KF             | M531KF               | M541KF               | M541/1KF             | M541/4KF             | M541/2KF             | M541/5KF             | M541/1KF             | M542KF               | M542/4KF             | M542/4KF             | M541/1KF             | M542/4KF             |
| Motor type           | eencilinder tweetakt | eencilinder tweetakt | eencilinder tweetakt | eencilinder tweetakt | eencilinder tweetakt | eencilinder tweetakt | eencilinder tweetakt | eencilinder tweetakt | eencilinder tweetakt | eencilinder tweetakt | eencilinder tweetakt | eencilinder tweetakt | eencilinder tweetakt |
| Koeling              | rijwind              | rijwind              | rijwind              | rijwind              | rijwind              | rijwind              | rijwind              | rijwind              | rijwind              | rijwind              | rijwind              | rijwind              | rijwind              |
| boring in mm         | 38                   | 38                   | 38                   | 38                   | 38                   | 38                   | 38                   | 38                   | 38                   | 38                   | 38                   | 38                   | 38                   |
| slag in mm           | 44                   | 44                   | 44                   | 44                   | 44                   | 44                   | 44                   | 44                   | 44                   | 44                   | 44                   | 44                   | 44                   |
| Cilinderinhoud in cc | 49,9                 | 49,9                 | 49,9                 | 49,9                 | 49,9                 | 49,9                 | 49,9                 | 49,9                 | 49,9                 | 49,9                 | 49,9                 | 49,9                 | 49,9                 |
| Compressieverhouding | 9,5:1                | 9,5:1                | 9,5:1                | 9,5:1                | 9,5:1                | 9,5:1                | 9,5:1                | 9,5:1                | 9,5:1                | 9,5:1                | 9,5:1                | 9,5:1                | 9,5:1                |
| Max. Vermogen in pk  | 3,7 bij 5.500 tpm    | 3,7 bij 5.500 tpm    | 3,7 bij 5.500 tpm    | 3,7 bij 5.500 tpm    | 3,7 bij 5.500 tpm    | 3,7 bij 5.500 tpm    | 3,7 bij 5.500 tpm    | 3,7 bij 5.500 tpm    | 3,7 bij 5.500 tpm    | 3,7 bij 5.500 tpm    | 3,7 bij 5.500 tpm    | 3,7 bij 5.500 tpm    | 3,7 bij 5.500 tpm    |
| Topsnelheid in km/h  | 60                   | 60                   | 60                   | 60                   | 60                   | 60                   | 60                   | 60                   | 60                   | 60                   | 60                   | 60                   | 60                   |
| Versnellingen        | 3 handgeschakeld     | 3 handgeschakeld     | 4 handgeschakeld     | 4 handgeschakeld     | 4 handgeschakeld     | 4 handgeschakeld     | 4 handgeschakeld     | 4 handgeschakeld     | 4 handgeschakeld     | 4 handgeschakeld     | 4 handgeschakeld     | 4 handgeschakeld     | 4 handgeschakeld     |
| Gewicht in kg        | 78,5                 | 78,5                 | 78,5                 | 78,5                 | 78,5                 | 78,5                 | 78,5                 | 78,5                 | 78,5                 | 78,5                 | 78,5                 | 78,5                 | 78,5                 |